# Kostel Nanebevzetí Panny Marie (Družec)
Římskokatolický kostel Nanebevzetí Panny Marie, původně z první poloviny 14. století, je bývalý farní kostel, dominanta obce Družec.
Zdejší farnost zanikla 31. prosince 2008 sloučením pod farnost Unhošť. Bohoslužby se zde konají v neděli v 10 hodin.

## Historie
První písemná zmínka o obci Družec pochází z roku 1320, kdy Zdislav z Dobré, královský zemský písař, obdržel vsi Dobrou a Družec. Kostel s farností a farou jsou pak připomínány v roce 1352, kdy byl odveden desátek o 30 groších. Byla zde zřízena farní škola. Kostel se stal poutním místem a hlavní pouť se konala a koná v neděli po 2. červenci.
Kostel byl za třicetileté války (resp. roku 1634) vypleněn a vypálen, načež byl v letech 1688–1690 znovu vystavěn v barokní podobě – tato podoba přetrvala až do současnosti.

### Socha Panny Marie
Ve středu oltáře se nachází skleněný výklenek, do něhož je vložena nyní již kopie zhruba 90 cm vysoké sošky Panny Marie. S touto soškou se pojí mnoho pověstí. Družecký farář Václav Alexius Zelenka v roce 1677 uvedl: „Od zázračné sochy Panny Marie každého roku mnozí velikých milostí dosahují. Praví se, že byla zázračnou již před dobou Žižkovou, a to proto, že prý Žižka kostel spálil a tehdáž prý socha zůstala v ohni neporušena." Jiné písemné prameny se nyní však nedochovaly.

### Mariánský sloup
Severně od kostela se nachází sloup se sochou Panny Marie, který postavil kameník Jiří Gran s manželkou Reginou roku 1647.

### Zkamenělec
Napravo od průčelí kostela (před hřbitovní zdí) se nachází pískovcový kámen, zvaný „Zkamenělec". Dle pověsti, kterou zaznamenal farář Josef Kubišta (cca 1840), by Zkamenělec měl být znakem hrobu jistého muže, který se rouhal vůči Panně Marii. Tito rouhači nebyli totiž pohřbíváni na hřbitově mezi ostatními, nýbrž před, resp. za hřbitovní zdí a na místě jejich hrobu byl vztyčen podobný kámen.

## Popis stavby
Je to jednolodní stavba s v půdorysu čtvercovým presbytářem a původní gotickou křížovou žebrovou klenbou. Loď je obdélníková s rovným stropem. Věž kostela má plechovou báň se zašpičatělou vížkou a hodinami. Oltář je barokní, z doby přestavby kostela (konec 17. století).